# 美山インターチェンジ
美山インターチェンジ（みやまインターチェンジ）は、鹿児島県日置市東市来町美山元寺脇に位置する南九州西回り自動車道（鹿児島道路）のインターチェンジである。鹿児島方面からの出入口のみのハーフICとして供用されており (フルインター構想がある。)、熊本・薩摩川内方面からの出入りはできない。
なお、美山PAに隣接しているが、パーキングエリアとインターの相互利用は不可。また、料金は近隣の美山料金所で支払うことになっている。

## 道路
- E3A 南九州西回り自動車道（鹿児島道路）

## 沿革
- 2008年（平成20年）3月31日 : 市来IC - 伊集院IC間（美山PA内）に鹿児島方面のみ出入り可能なハーフインターチェンジとして設置される[1]。

## 接続道路
- 日置市道美山神之川線

## 周辺
- 日置市立美山小学校
- 美山（薩摩焼窯元）

## 隣
E3A 南九州西回り自動車道（鹿児島道路）
（21）市来IC - （22）美山IC/PA - (TB)美山料金所 - （23）伊集院IC